# 데이콤 인터넷
데이콤 인터넷(DACOM Internet)은 데이콤이 1994년 10월 1일 시작한 상용인터넷서비스이다. 데이콤 연구소에 근무하던 오익균이 주도하였다. 최초 서비스는 기존 PC통신 천리안 사용자들에게 글로벌 인터넷에 연결된 컴퓨터에 접속할 수 있게 하는 것이었다. 이 서비스를 통해 천리안 사용자들은 별도의 인터넷 서비스 가입 절차를 거치지 않고도 천리안 회원번호를 가지고 01420으로 접속해 인터넷 정보에 접근할 수 있었다.

## 참고 자료
- "인터넷 서비스 천리안서 제공," 매일경제신문, 1994년 9월 23일.
- 데이콤 인터넷서비스(DACOM - InterNet Service 카달로그
- 오익균, "데이콤 인터넷 사업" 및 "인터넷을 활용한 정보통신 사업부문 활성화"를 위한 업무 제안, 데이콤 종합연구소, 1994.12.26.

## 같이 보기
- 보라넷
- 아이네트
- 코넷 (서비스)
- 상용인터넷서비스
- 유플러스